# 워 썬더
《워 썬더》(영어: War Thunder)는 무료로 플레이 가능한 가이진 엔터테인먼트의 대규모 다중 사용자 온라인 시뮬레이션 게임이다. 2012년 11월 1일 오픈 베타 테스트를 시작으로 출시되었다.

## 게임 플레이
현재 워 썬더는 세계 2차 대전과 냉전기 당시의 9개국(소련, 독일, 미국, 일본, 영국, 이탈리아, 중국, 프랑스, 스웨덴)으로 항공기와 전차, 함선을(프랑스, 중국, 스웨덴 제외) 운용할 수 있다. (해상전은 2018년 11월 즈음에 1.83 업데이트로 오픈 베타 테스트 형식으로 추가되었다.) 게임내 엔진은 현재 평균크기 65× 65 km 또는 100 × 100 km, 200 × 200km를 지원하고 있고 최대크기는 300 × 300km로 알려져있다. 게임속에 등장하는 비행기의 종류는 전투기, 요격기, 공격기, 전폭기, 전략폭격기, 뇌격기, 급강하폭격기, 등의 종류가 존재하며, 전차는 경전차, 중형전차, 중전차, 초중전차, 대공전차, 구축전차, 대전차자주포, 주력 전차(MBT)
함선은  어뢰정, 소해정, 바지선, 구축함, 경순양함, 중순양함, 전함 등을 이탈리아 독일 미국 일본
소련 스웨덴 프랑스 영국 등으로  플레이 할 수 있다.
워 썬더 내에서 사용되는 재화는 총 4가지로, 일종의 경험치에 해당하는 자유 연구 점수(Free Research Point), 연구 점수(Research Point)가 존재하며 게임머니인 실버 라이온(Silver Lions)과 골든 이글(Golden Eagle)이 존재한다. 게임 외적 자원으로는 가이진 달러가 존재하며 E-100, RBT-5 같은 장비나 스킨등을 유저들이 구매, 판매 할 수 있다. 여기에는 정해진 가격이 없고 유저들에 의해 평균적인 가격이 형성되어 날에 따라 가격이 크게 오를수도, 크게 내릴수도 있다.요즘은 물리탄의 동체파괴는 없어졌지만 아직 고폭탄 동체파괴는 아직도 있기에 폭탄이나 로켓을 잘못 투하및 발사해 못 맞혔어도 약간의 파편으로 동체파괴로 파괴할 수 있고 엄청 작은 탄이라도 작용하기에 아직도 약간의 피해로 파괴가 가능하다.

## 평가
| 통합 점수      | 통합 점수              |
| 통합사         | 점수                   |
| -------------- | ---------------------- |
| 메타크리틱     | PC: 81/100 PS4: 76/100 |
| 평론 점수      |                        |
| 평론사         | 점수                   |
| 유로게이머     | 9/10                   |
| 게임스팟       | 8/10                   |
| IGN            | 7.2                    |
| PC 게이머 (US) | 78/100                 |

| 수상             | 수상 |
| 평론사           | 수상 |
| ---------------- | --- |
| Gamescom         | Best Simulation Game (2013)                                                                                                  |
| KRI (КРИ)        | Best Developer, Best Game, Best Technology, Best Sound Design (2013)                                                         |
| 기네스 세계 기록 | - Most planes in a flight simulation game (2014) - Most players online simultaneously on one Flight Simulation server (2014) |